# 张渚镇
张渚镇，中國江蘇省宜興市四大鎮之一，位於宜興西南部。面积175平方公里，人口7.3万。
张渚镇靠近江苏、浙江、安徽三省交界处，历史上是皖南山区与太湖平原的水陆转运中心，商贸繁荣，号称“金张渚”。